# Zamek Kakesbeck
Zamek Kakesbeck (niem. Burg Kakesbeck) – zamek wodny w północno-wschodniej części miasta Lüdinghausen.
Istniejący w tym miejscu dwór był po raz pierwszy wzmiankowany w X w. Obecne zabudowania pochodzą w większości z XIV-XVI w. Zamek jest własnością prywatną i nie jest udostępniony do zwiedzania.